# Syzygium taiwanicum
Syzygium taiwanicum là một loài thực vật có hoa trong Họ Đào kim nương. Loài này được H.T.Chang & R.H.Miao miêu tả khoa học đầu tiên năm 1982.